# Chand Baori-kút

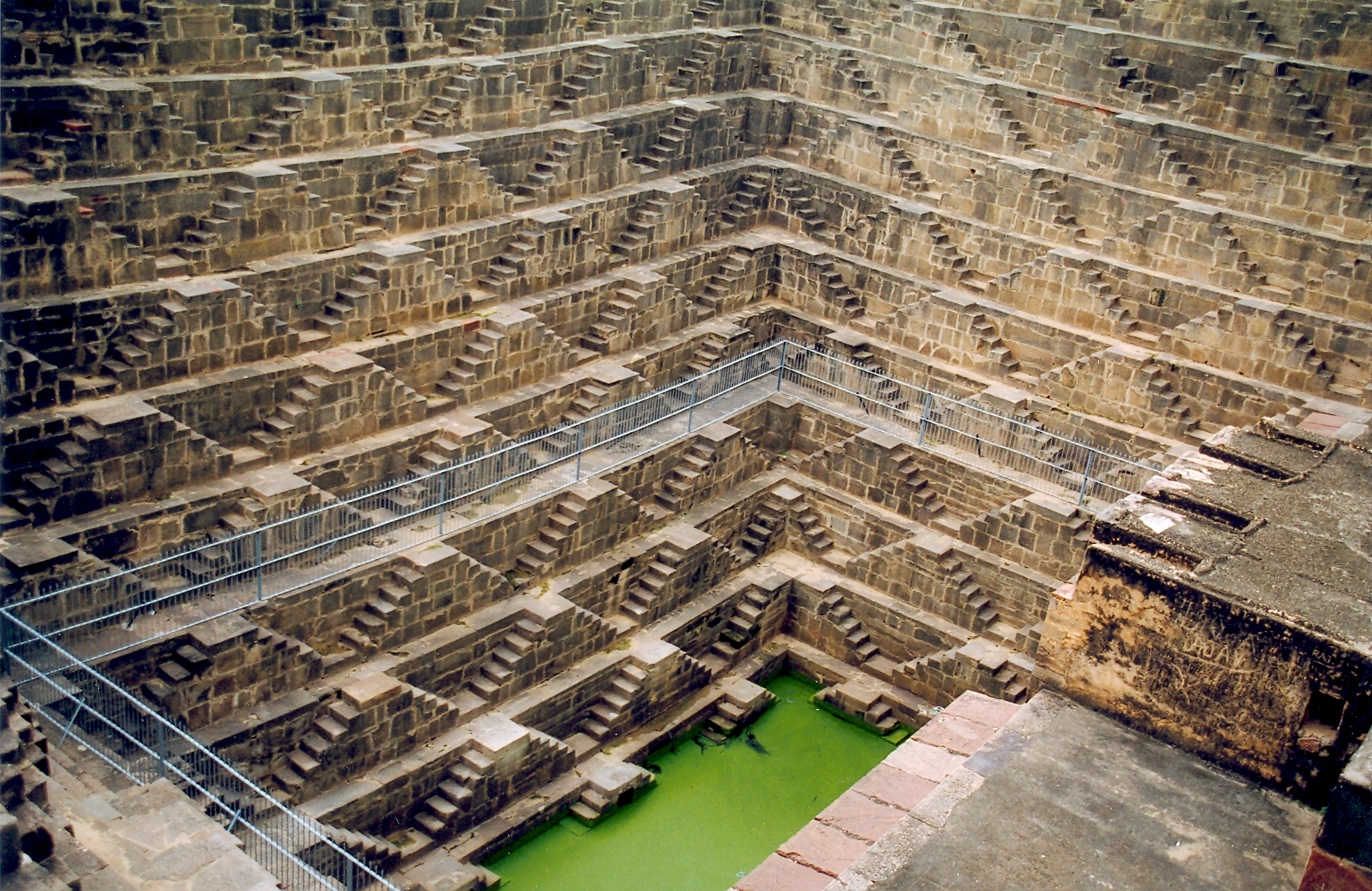
A Chand Baori-kút

A Chand Baori-kút Abhaneri falujában helyezkedik el Dzsajpur közelében Rádzsasztán  államban, Indiában.
Abhaneri falu közelében a 8. és a 9. század fordulóján építettek egy 13 emelet mély, 3500 lépcsőfokból álló kutat, amely az akkori szárazságban összegyűjtötte az esővizet, és ezzel megoldották a vízellátást. A kút megépítésekor az esztétikum nem játszott szerepet, mégis egy remekművet hoztak létre. A Chand Baori valóságos építészeti remekműnek számít. Az akkori lakosság számára ez a kút volt a legmegbízhatóbb vízforrás, ami ma India egyik legkülönlegesebb látnivalója. A kút készítését a Nikumbha dinasztia uralkodója, Chanda király parancsolta meg, és miután elkészült, Hashat Matának, a boldogság istennőjének ajánlotta fel.
A kút ma már nem működik vízforrásként. Manapság találkozóhelyként funkcionál, különböző vallási ceremóniákat végeznek el és kedvelt turistalátványosság. A mélységnek köszönhetően lent 5–6 Celsius-fokkal alacsonyabb a hőmérséklet, ezért hűsölésre alkalmas.
A Chand Baori nemcsak a turisták számára kedvelt, hanem a hollywoodi filmesek szívesen forgatnak itt. A sötét lovag – Felemelkedés című Batman-film néhány jelenetét itt vették fel, valamint a Zuhanás című 2006-os film egyes részeit.